# 夏安·海德
夏安·海德（英語：Sian Heder，1977年6月23日—）是美國女编剧，電影导演和製片人。她以編劇和導演奥斯卡最佳影片《樂動心旋律》而聞名，她也奪得奧斯卡最佳改編劇本獎和英國電影電視藝術學院獎最佳改編劇本獎，以及評論家選擇電影獎最佳改編劇本提名。

## 外部連結
- 夏安·海德在互联网电影资料库（IMDb）上的資料（英文）